# Вой 3
«Вой 3» (англ. Howling III) — фильм ужасов режиссёра Филиппа Мора, снятый в 1987 году по произведению  Гэри Брэнднера.

## Сюжет
В Австралии внезапно появляется странная раса сумчатых оборотней. Это помесь человека с сумчатым волком, специально созданная шаманом, чтобы спасти вид сумчатых волков от полного вымирания. Социолог, изучающий австралийских оборотней, влюбляется в женскую особь. Позднее выясняется, что и сам социолог — оборотень, только обычный, европейский. А тем временем охотники стремятся перебить всех оборотней.

## В ролях
- Барри Отто — Профессор Гарри Бэкмэйер
- Уильям Янг — Сибирский крестьянин
- Иможени Аннэсли — Жероба
- Дэби Уайтман — Женщина-волк
- Ли Биолос — Донни Мартин
- Макс Фэйрчайлд — Сайло
- Кристфоер Пэйт — Агент #1
- Джером Патилло — Агент #2
- Дагмар Блахова — Ольга Горки
- Ральф Коттерилл — Профессор Шарп
- Майкл Пит — Президент
- Кароль Скиннер — Яра
- Френк Тринг — Джек Цитрон
- Дженни Вулетич — Гула
- Гленда Линскотт — Балу

## Интересные факты
- Николь Кидман должна была исполнить роль Жеробы.